# Helmut Senekowitsch
Helmut Senekowitsch (22 d'octubre de 1933 – 9 de setembre de 2007) fou un futbolista i entrenador de futbol austríac.
Jugà quasi tota la seva carrera a Àustria, als clubs SK Sturm Graz, First Vienna i FC Wacker Innsbruck, excepte un preu període de tres temporades en què jugà al Reial Betis de Sevilla. Amb la selecció jugà 18 partits i marcà 5 gols, i disputà el mundial de 1958.
També reeixí com a entrenador. Amb la selecció aconseguí classificar-se pel Mundial de 1978, primera classificació del país en vint anys. Pel que fa a clubs, entrenà a Àustria, Espanya, Grècia, Alemanya o Mèxic, entre altres països.